# Ginger Reyes
Ginger A. Pooley, tidligere Ginger Reyes, (født 1977) er en amerikansk bassist og solokunstner. Hun har tidligere spillet i Halo Friendlies, men er nok mest kendt for at have været på turné med Smashing Pumpkins fra 2007 til 2009. Hun var ikke en del af albummet Zeitgeist, der blev udgivet i 2007, men medvirkede på live-dvd'en If All Goes Wrong, der udkom i 2008.
Fra 1998 til 2003 spillede Pooley bas i pigegruppen Halo Friendlies, og de nåede at udgive ét album. I 2003 indspillede de en sang til et album, som de senere fik en guldplade for. I perioden 2004 til 2006 udgav hun solomateriale under kunstnernavnet Ginger Sling. 22. maj 2007 debuterede Pooley overraskende som bassist og backup-sangerinde hos Smashing Pumpkins i deres første koncert siden 2000. Reyes spillede bas på hele bandets Zeitgeist Tour. I 2009 forlod hun bandet, fordi hun blev gravid. Hun blev erstattet af Nicole Fiorentino.